# Златко Лишчевић
Златко Лишчевић (Сомбор, 8. марта 1991) српски је фудбалер, који тренутно наступа за Трајал. Прошао је млађе репрезентативне узрасте Србије. Његова рођена сестра је рукометашица Кристина Лишчевић.

## Збирни извори
1. ↑  [7][11][12][13][14][15][16][17][18][19][20]